# Cornelis Wolzak

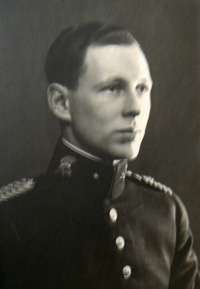

Cornelis Wolzak (Batavia, 14 december 1914 - Berlijn-Tegel, 4 juni 1943) was tweede-luitenant der Genie en zat tijdens de Tweede Wereldoorlog in het verzet..
Cornelis Wolzak en zijn zwager Johan Renkema waren lid van de Stijkelgroep. Op 4 april 1941 werd Wolzak gearresteerd op verdenking Duitse oorlogsgeheimen op te sporen en door te geven aan Engeland. Op 12 april werd zijn zwager ook opgepakt. Beiden zaten tot 26 maart 1942 gevangen in het Oranjehotel in Scheveningen. Daarna werden ze met andere leden van de Stijkelgroep op transport gesteld naar Berlijn, waar ze over drie gevangenissen werden verspreid. Wolzak werd met de andere 39 aanwezige leden van de Stijkelgroep op 4 juni 1943 geëxecuteerd. Zes leden kregen gratie. Volgens medegevangenen werd Renkema naar kamp Neutitschein overgebracht, waarna hij aan tuberculose op 12 oktober 1944 overleed.
Met de andere gefusilleerde leden van de Stijkelgroep werd hij in Oost-Berlijn begraven, maar hun stoffelijke resten werden in 1947 naar Nederland overgebracht en op de begraafplaats Westduin herbegraven. De houten kruizen werden later vervangen door kalkstenen kruizen. 
In 1953 werd door burgemeester Schokking een monument voor de Stijkelgroep onthuld.